# Iffeldorf
Iffeldorf est une commune de Bavière (Allemagne), située dans l'arrondissement de Weilheim-Schongau, dans le district de Haute-Bavière.

## Géographie
Une partie des lacs d'Osterseen sont situés sur le territoire de la municipalité.

## Jumelages
Châteaubourg (Ille-et-Vilaine) (France) depuis 1982.